# Émile Gsell
Pour les articles homonymes, voir Gsell.
Émile Gsell, né dans le Haut-Rhin à Sainte-Marie-aux-Mines le 31 décembre 1838 et mort au Viêt Nam à Saïgon le 16 octobre 1879, est un photographe français. Il participe à plusieurs missions d'exploration en Asie du Sud-Est dont la première, l'expédition française du Mékong dirigée par Ernest Doudart de Lagrée et Francis Garnier, au cours de laquelle il est le premier photographe français à effectuer de nombreux clichés du temple d'Angkor.

## Biographie
Émile Gsell naît à Sainte-Marie-aux-Mines, le 31 décembre 1838, dans une famille protestante. Son père, Émile Gsell, est imprimeur sur toile. Après la naissance de son jeune frère Charles le 15 octobre 1840, la famille s'installe à Paris, rue du Temple, puis rue Bonaparte,. 
Vers 1858, il s'engage dans l'armée pour sept ans. Il s'initie à la photographie lors de son service militaire en Cochinchine et est alors remarqué pour la qualité de ses photographies par Ernest Doudart de Lagrée, responsable de la Mission d'exploration du Mékong. Doudart fait travailler Gsell à partir de 1866 à l'exploration photographique du temple abandonné d'Angkor. Cette expédition se déroule de juin à octobre 1866 et se révèle très fructueuse, apportant à Émile Gsell une certaine notoriété.
Il s'installe ensuite à Saïgon, où il ouvre un atelier photographique ainsi qu'une boutique où il expose ses photos d'Angkor et de la civilisation khmère. Gsell est récompensé par la médaille du Mérite de l'Exposition universelle de 1873 à Vienne et fait ensuite de très nombreuses photographies de Saïgon et de sa région. Ses photos dessinent la vie quotidienne et l'atmosphère qui y règne, avec ses populations aux richesses et origines très variées. Il est reconnu pour son art de saisir la vie quotidienne, les métiers, les coutumes.
En 1875, Émile Gsell fait un voyage à Hanoï, puis il remonte de novembre 1876 et janvier 1877 le Fleuve Rouge sur une canonnière, avec l'expédition d'Alexandre Le Jumeau de Kergaradec. Il prend à ces occasions de nombreuses photographies du nord du Viêt Nam, qu'il expose ensuite à Saïgon dans sa boutique.
Touché par les fièvres des régions insalubres qu'il traverse, il tombe malade et meurt en 1879. Ses photographies continuent par la suite d'être vendues dans sa boutique.

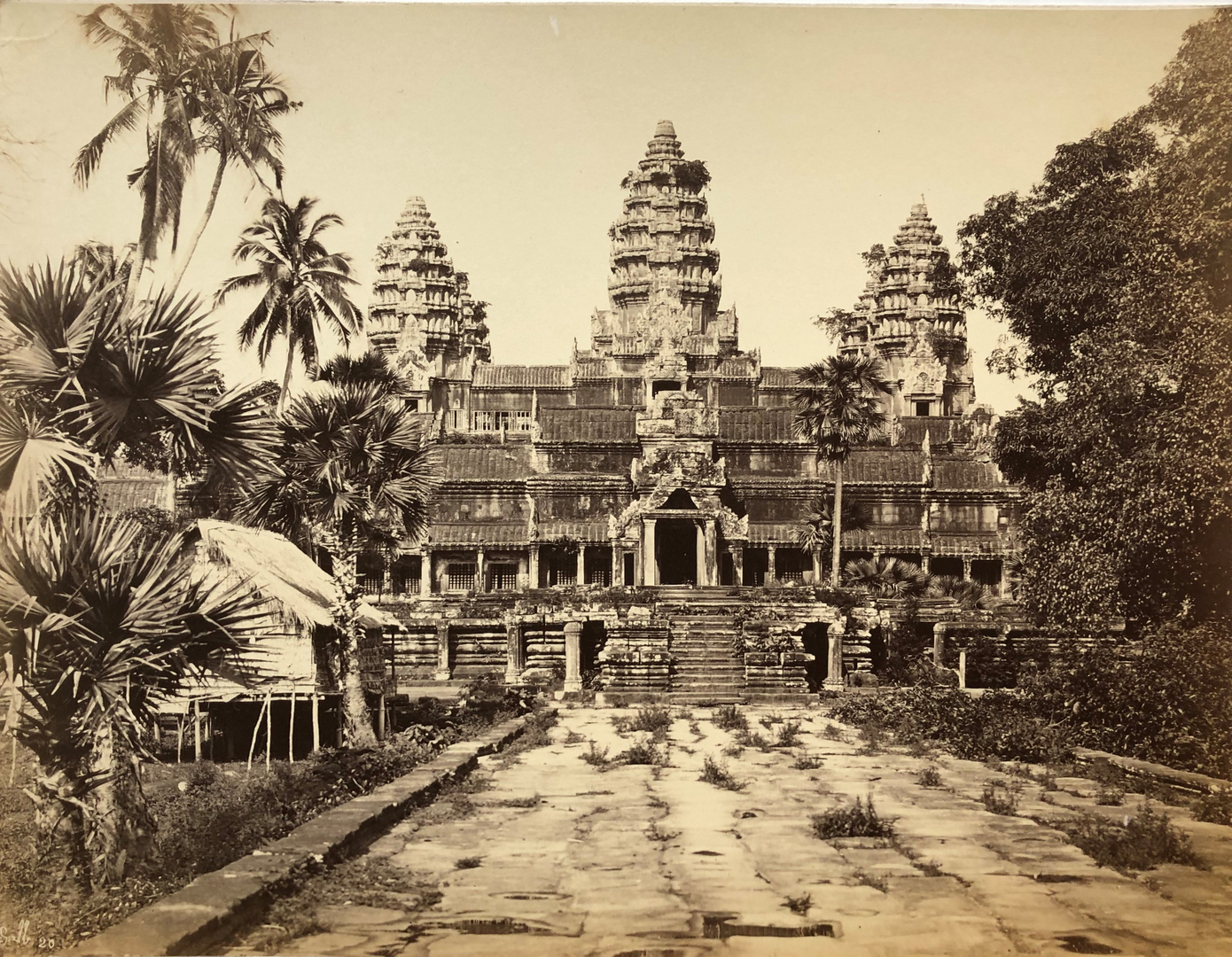
Vue du temple d'Angkor en 1866.
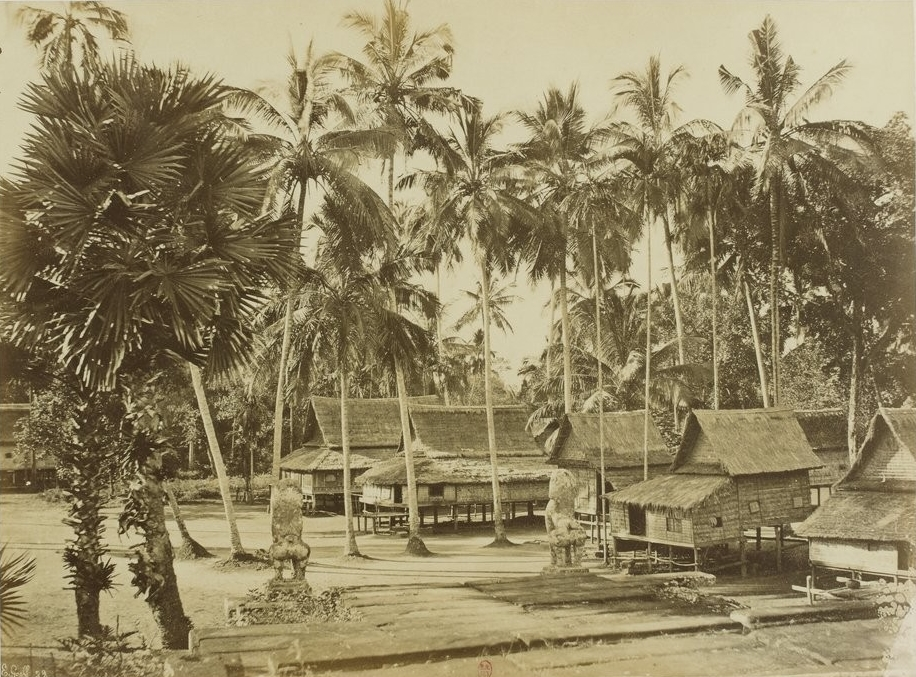
Temple bouddhiste à Angkor, 1866.
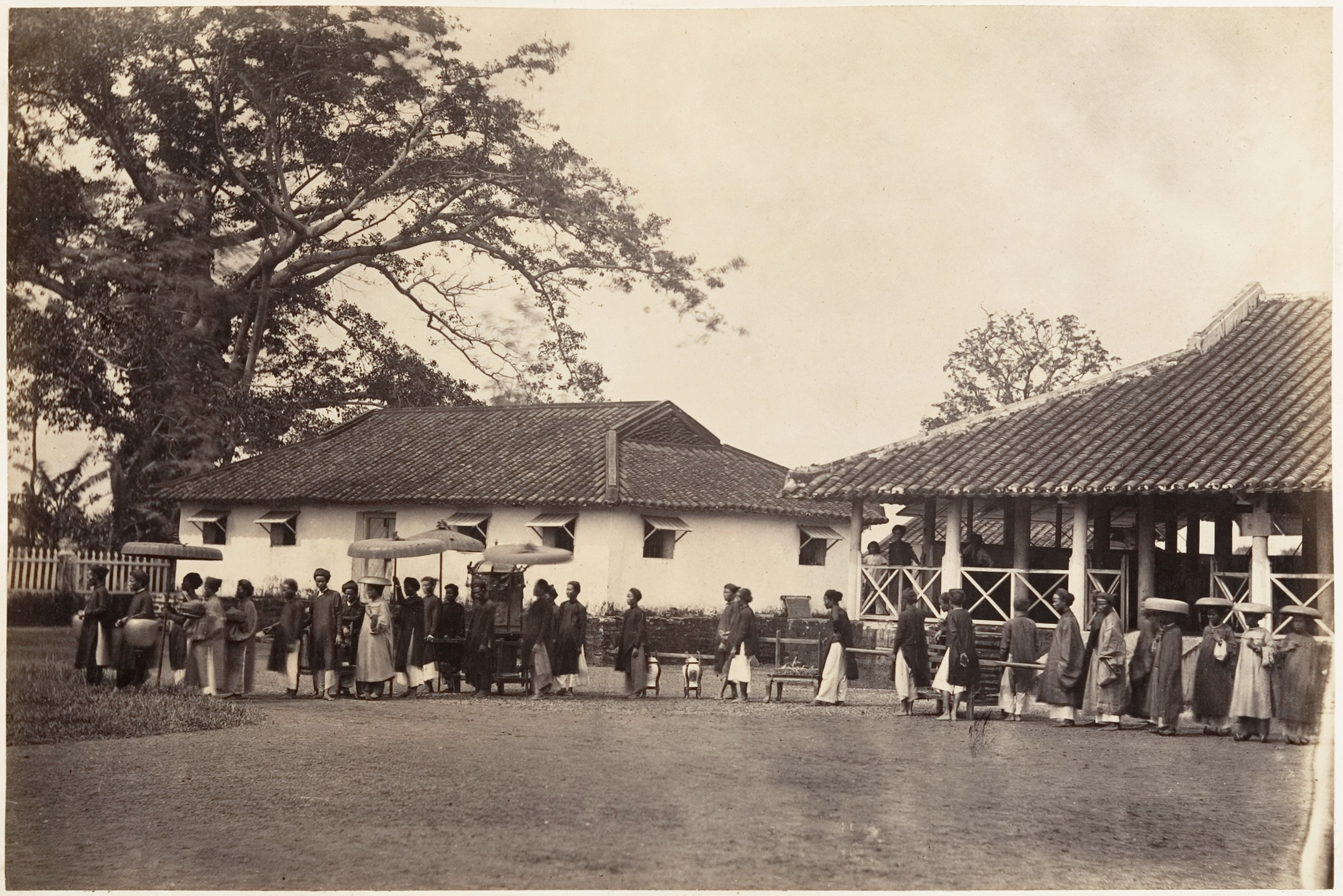
Cortège de mariage, 1866.
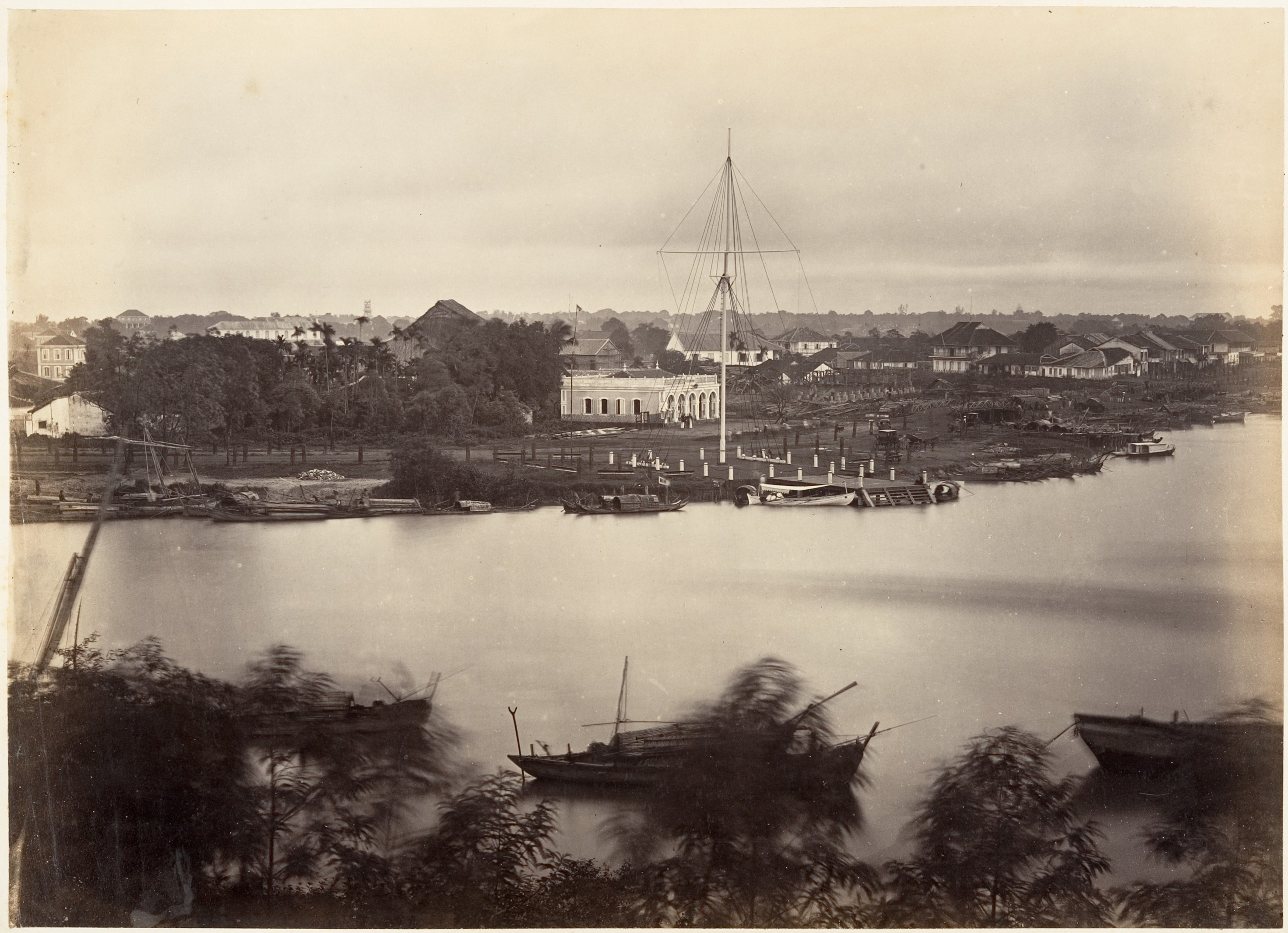
Vue de Saïgon, 1866.
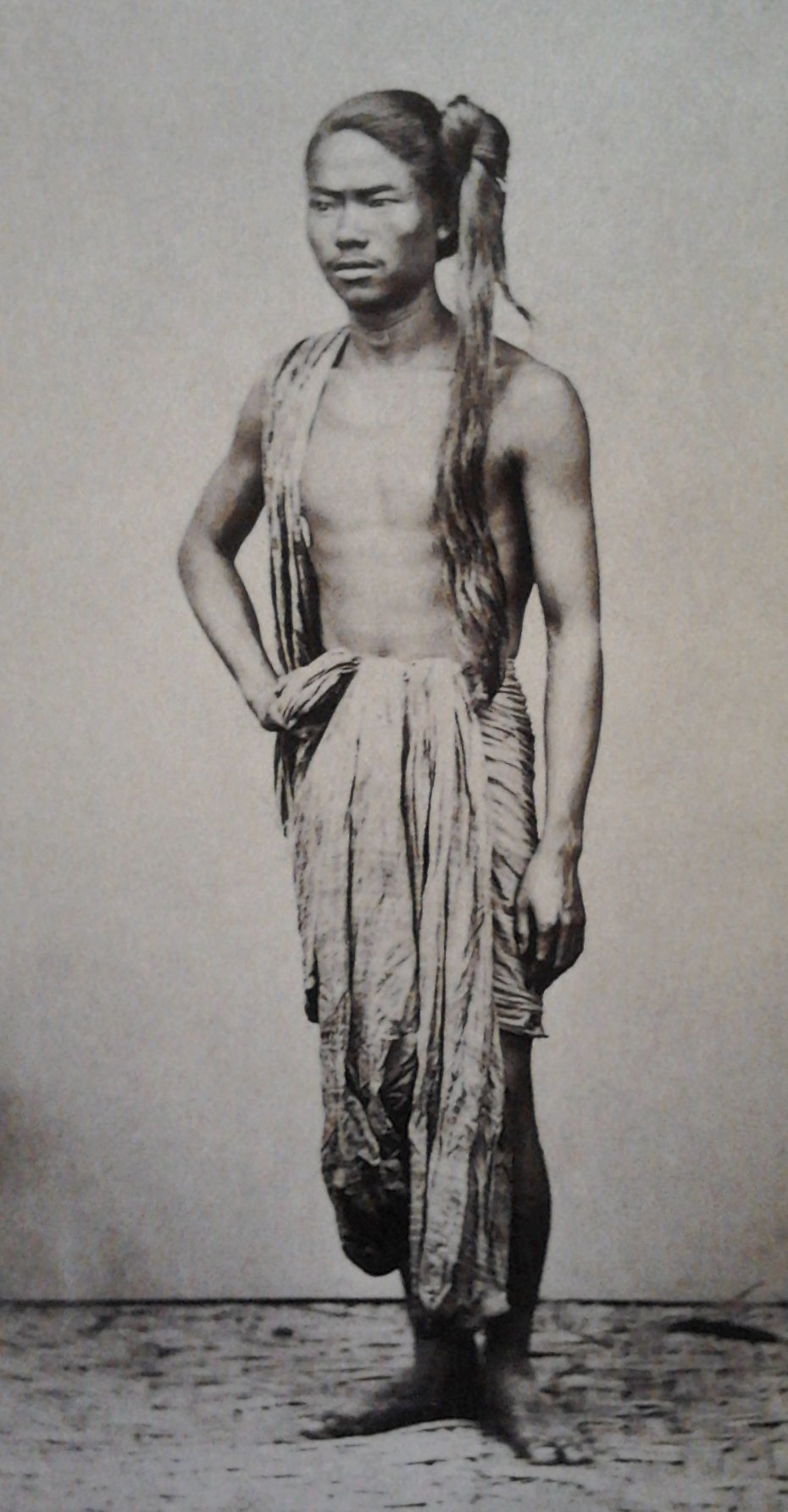
Cocher malais.
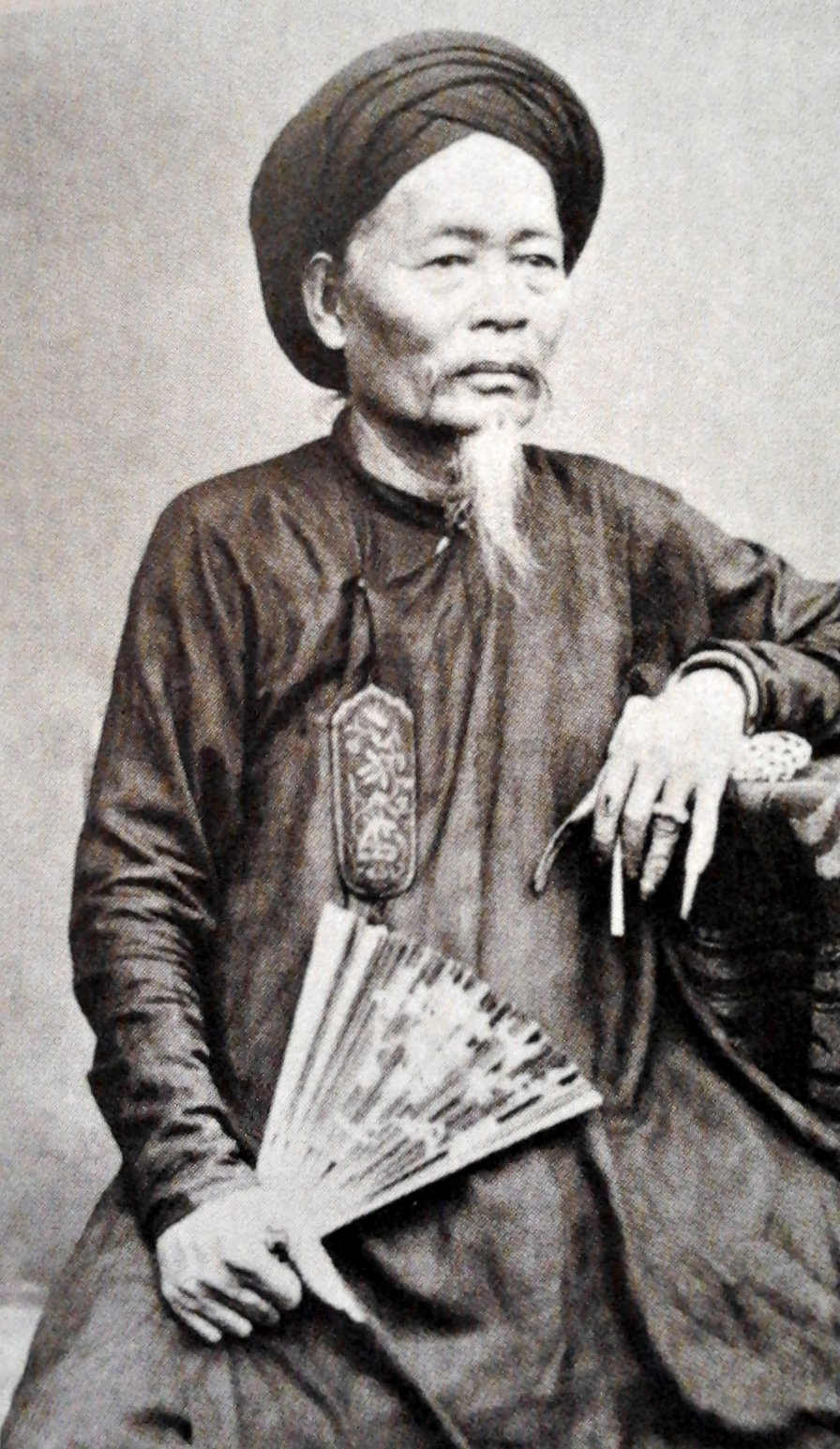
Mandarin.
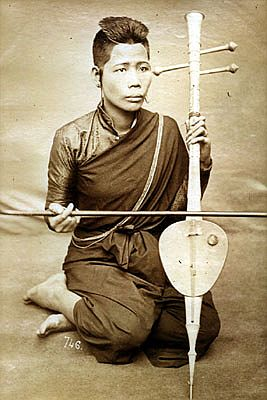
Musicienne du palais royal de Phnom Penh au Cambodge jouant du tro khmer.
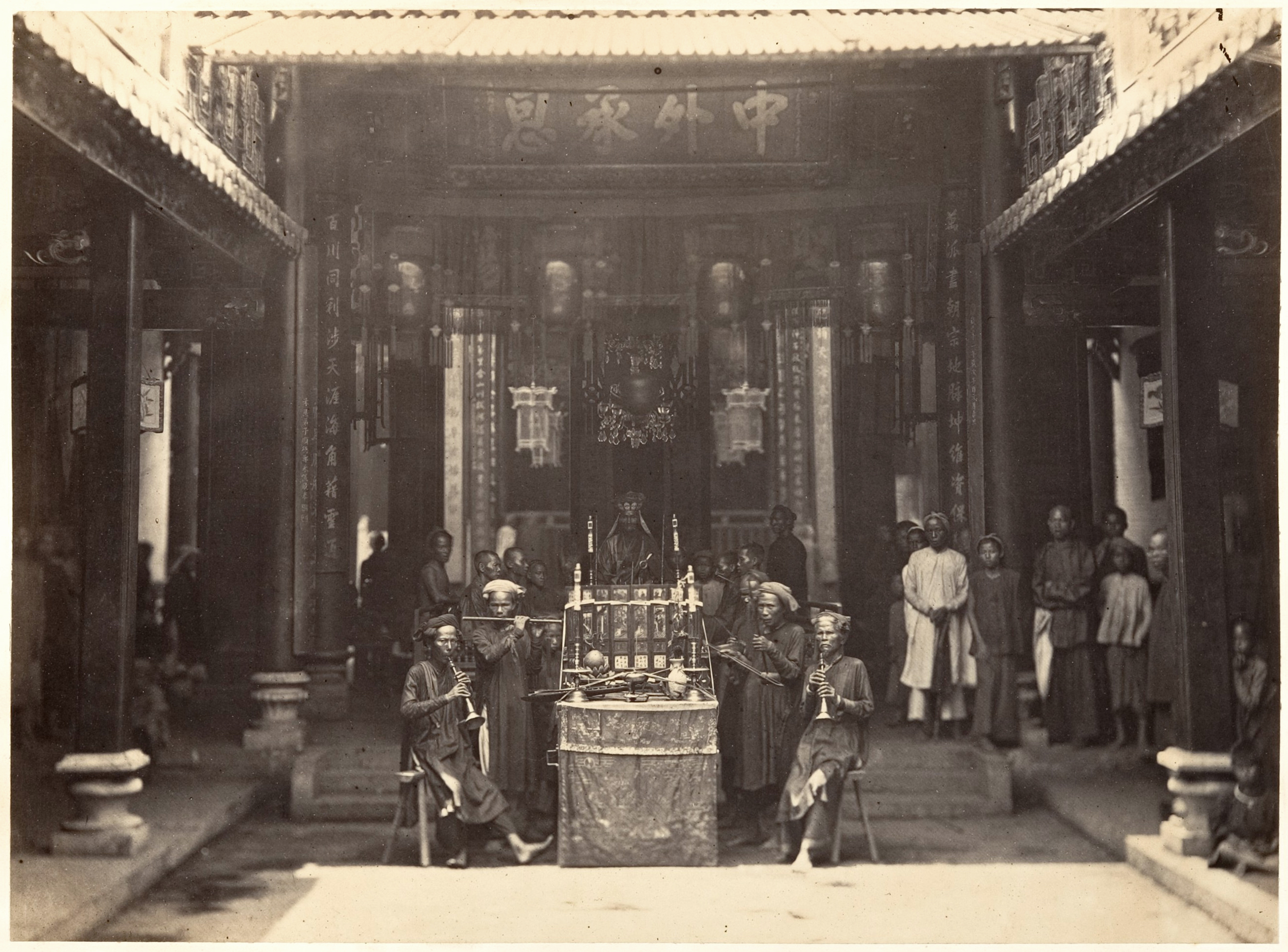
Cérémonie dans la pagode chinoise du quartier de Cholon à Saïgon, 1866.
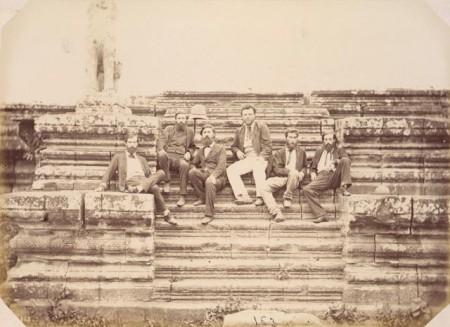
Ernest Doudart de Lagrée et les membres de la Commission scientifique du Mékong lors d'un séjour à Angkor, 1866.
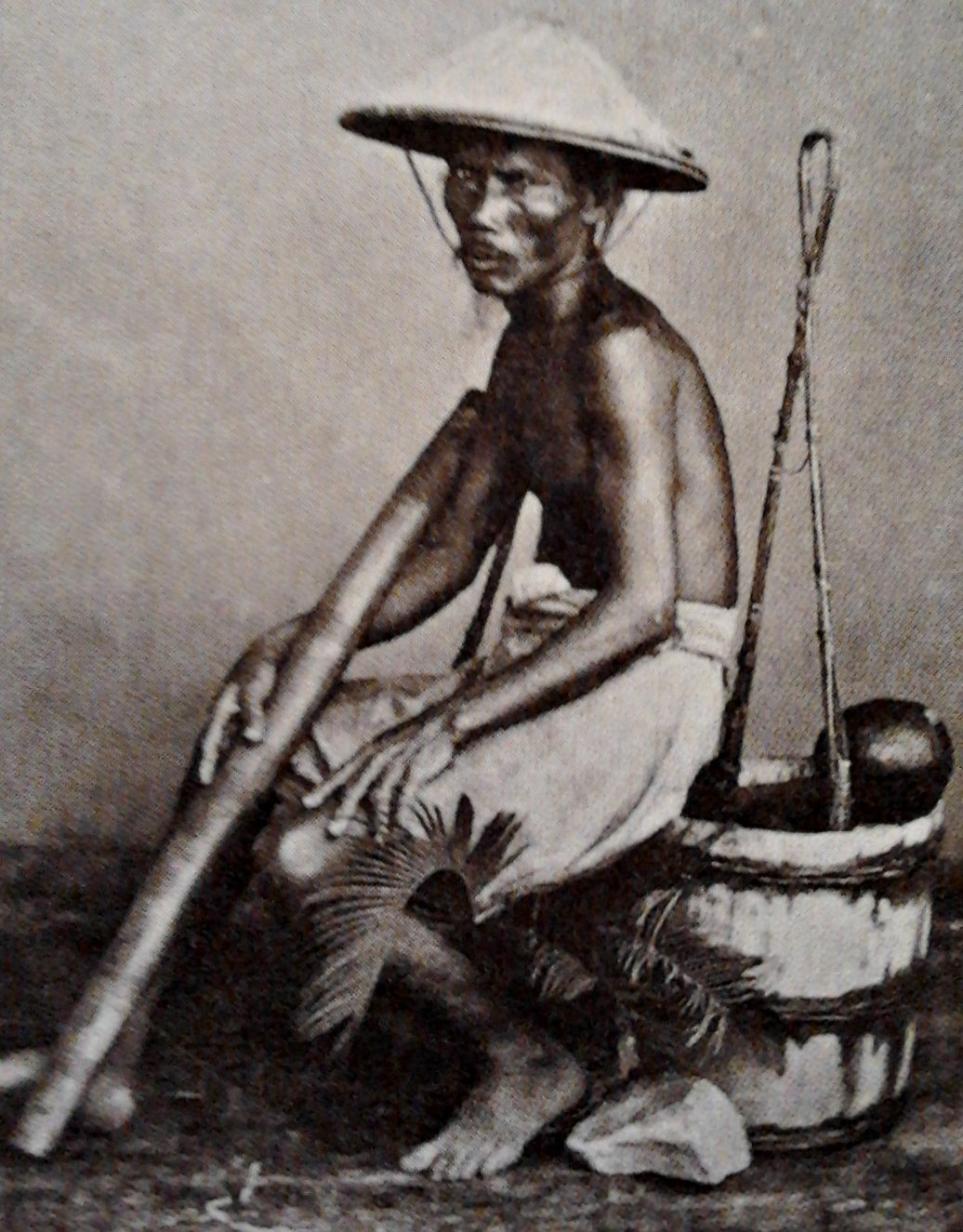
Marchand avec une pipe à opium, 1870-1880.
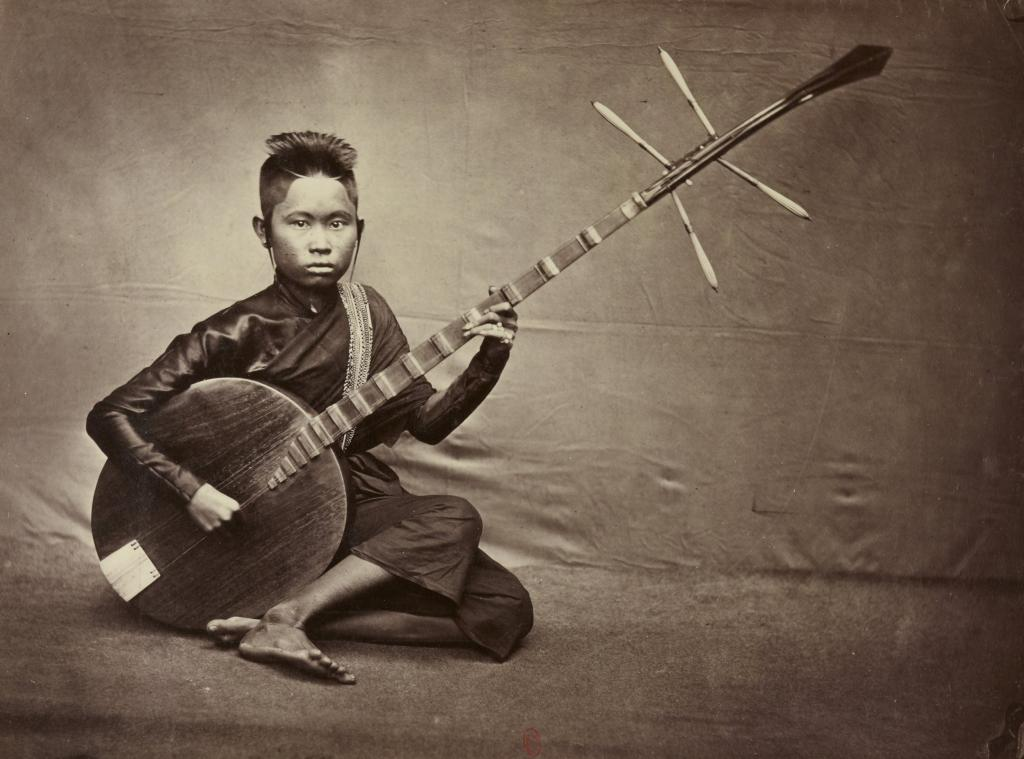
Joueur de krachappi, luth thaïlandais, 1880.

## Collections
- Metropolitan Museum of Art (Met), New York[5].
- Université Côte-d'Azur, fonds ASEMI (Asie du Sud-Est et Monde Insulindien), Nice[4].
- Bibliothèque nationale de France, Paris[6].